# Henri Lazarof
Henri Lazarof (Sofia, 12 avril 1932 – Bel Air, 29 décembre 2013) est un compositeur bulgare.

## Biographie
Lazarov est né à Sofia en Bulgarie. Sa formation musicale commence en Israël avec Paul Ben-Haim. Après un court passage à Rome, Lazarof s'établit aux États-Unis, pour étudier avec Harold Shapero et Arthur Berger à l'Université Brandeis. Après sa maîtrise en 1959, Lazarof enseigne la composition Université de Californie et promeut activement la musique de ses contemporains. Il reçoit le titre de Professor Emeritus à l'UCLA.
En décembre 2007, Janice et Henri Lazarof ont donné au Los Angeles County Museum of Art 130 œuvres surtout modernistes, estimées à plus de 100 millions de dollars. La collection comprend une vingtaine de Picasso, des aquarelles et peintures de Paul Klee et Wassily Kandinsky ainsi que nombre de sculptures d'Alberto Giacometti,  Constantin Brâncuși, Henry Moore, Willem de Kooning, Joan Miró, Louise Nevelson, Archipenko et Arp,
Parmi les plus connus de ses élèves figurent notamment Edward Applebaum, Don Davis et Daniel Kessner.

## Œuvres
Lazarof a écrit sept symphonies, neuf quatuors à cordes, des concertos : pour clarinette, violon et violoncelle, un octuor à cordes et divers œuvres de musique de chambre. Son œuvre la mieux connue est sans doute ses Tableaux pour piano et orchestre. Des enregistrements de sa musique sont parus chez différents labels : Composers Recordings, Naxos et Delos.